# Musée des Blindés
A Musée des Blindés (Páncélozott járművek múzeuma) vagy más néven Musée Général Estienne  harckocsimúzeum Franciaországban a Loire völgyében, Saumur városában található. A világ egyik legnagyobb páncélosmúzeuma. 1977-ben nyitották meg Michael Aubry ezredes vezetése alatt. A gyűjteménye mára már nem csak a civil látogatókat, turistákat nyűgözi le, de a páncélos haderő fejlődését és a harckocsik történetét kutató történészeket és műszaki szakembereket is.
Aubry ezredes vezérelve a kezdetektől az volt, hogy a múzeum gyűjteményébe tartozó járműveket ne csak restaurálják, hanem működő képes állapotban is tartsák, illetve visszaállítsák működőképes állapotba, amennyiben ez lehetséges. Napjainkban kb. 880 páncélozott harcjármű tartozik a múzeum gyűjteményébe. Ebből nagyjából 200 jármű teljesen működőképes, köztük a világ egyetlen Tigris II nehéz harckocsija.
A múzeum 1993-ban egy nagyobb kiállítási helyre költözött, de így is csak a teljes gyűjtemény egy részét tudják állandó jelleggel kiállítani.